# Elecciones estatales de Renania del Norte-Westfalia de 2005
La elección estatal Renania del Norte-Westfalia de 2005, se llevó a cabo el 22 de mayo de 2005, para elegir a los miembros del Parlamento Regional de Renania del Norte-Westfalia, estado federado en Alemania. Resultó en una victoria de la Unión Demócrata Cristiana de Alemania (CDU), que recibió suficientes escaños para formar una coalición con su socio preferido, el Partido Democrático Liberal (FDP), y poner fin al anterior gobierno formado por el Partido Socialdemócrata (SPD) y Los Verdes, partidos que también gobernaban en aquel momento a nivel federal.

## Temas y campaña
En los días previos a la elección, el estado era gobernado por una coalición entre el Partido Socialdemócrata y los Verdes, con Peer Steinbrück como ministro-presidente.
Durante gran parte de 2004, había habido especulaciones de que la oposición (Unión Demócrata Cristiana) llegaría a ganar esta elección. La CDU había obtenido una mayoría de dos tercios en la Cámara alta nacional, el Bundesrat, lo cual obligaba a fijar una nueva elección para el Bundestag, ya que esta situación hacía el país ingobernable por la coalición del canciller Gerhard Schröder. Tras la derrota de la CDU en Sajonia, este riesgo se había alividado; Sin embargo, Renania del Norte-Westfalia había sido gobernada por el SPD en solitario o en coalición desde 1966, por lo que una derrota sería percibida como un grave golpe para el SPD.
En los días previos a la elección, las encuestas indicaban una ventaja consistente (5-11% dependiendo del encuestador) para una coalición de la CDU y el FDP contra la coalición SPD-Verdes. En general, el alto desempleo alemán, la impopularidad nacional del SPD y las reformas Hartz IV parecían haber hecho mella. Las encuestas indicaron, sin embargo, que el líder estatal del SPD, Steinbrück, era personalmente más popular que el dirigente estatal de la CDU, Jürgen Rüttgers.
Esta elección marcó el debut del partido Trabajo y Justicia Social – La Alternativa Electoral, formado por militantes desencantados con lo que consideraban tendencias neoliberales mostradas por el SPD.

## Resultados[1]
Los resultados oficiales son los siguientes. Nótese que los totales generales de escaños se redujeron y cada partido redujo su número de escaños respecto a la elección anterior.
La participación electoral fue del 63%, un aumento del 7% con respecto a las elecciones anteriores en 2000. Previo a la elección, algunos analistas habían pronosticado que una victoria de la CDU podría ser el resultado de los votantes desencantados del SPD, pero las cifras de participación parecen rechazar este escenario.
| Partido | Partido                                                     | Votos     | Porcentaje de votos (cambio) | Porcentaje de votos (cambio) | Total de escaños (cambio) | Total de escaños (cambio) | Porcentaje de escaños |
| ------- | ----------------------------------------------------------- | --------- | ---------------------------- | ---------------------------- | ------------------------- | ------------------------- | --------------------- |
|         | Partido Socialdemócrata de Alemania (SPD)                   | 3,058,988 | 37.1%                        | -5.7%                        | 74                        | -28                       | 39.6%                 |
|         | Unión Demócrata Cristiana de Alemania (CDU)                 | 3,696,506 | 44.8%                        | +7.8%                        | 89                        | +1                        | 47.6%                 |
|         | Alianza 90/Los Verdes (GRÜNE)                               | 509,293   | 6.2%                         | -0.9%                        | 12                        | -5                        | 6.4%                  |
|         | Partido Democrático Liberal (FDP)                           | 508,266   | 6.2%                         | -3.6%                        | 12                        | -12                       | 6.4%                  |
|         | Trabajo y Justicia Social – La Alternativa Electoral (WASG) | 181,988   | 2.2%                         | +2.2%                        | 0                         | +0                        | 0.0%                  |
|         | Partido Nacionaldemócrata de Alemania (NPD)                 | 73,969    | 0.9%                         | +0.9%                        | 0                         | +0                        | 0.0%                  |
|         | Partido del Socialismo Democrático (PDS)                    | 72,989    | 0.9%                         | -0.2%                        | 0                         | +0                        | 0.0%                  |
|         | Die Republikaner (REP)                                      | 67,220    | 0.8%                         | -0.3%                        | 0                         | +0                        | 0.0%                  |
|         | Otros                                                       | 74,795    | 0.9%                         | +0.5%                        | 0                         | +0                        | 0.0%                  |
| Total   | Total                                                       | 8,244,014 | 100.0%                       |                              | 187                       | -44                       | 100.0%                |

## Post-elección
Jürgen Rüttgers anunció su intención de formar una coalición con el FDP y formar un nuevo gobierno. Este sería el primer gobierno sin el SPD en Renania del Norte-Westfalia desde 1966.
Además, el líder del SPD Franz Müntefering y el canciller alemán Gerhard Schröder anunciaron inesperadamente planes preliminares para llamar a una temprana elección federal en el otoño de 2005, declarando que la coalición federal necesitaba un nuevo mandato para continuar con las reformas.